# Though, I'm Just Me
Though, I'm Just Me är den svenska artisten Maia Hirasawas debutalbum, utgivet i april 2007 på skivbolaget Razzia Records. Året efter gavs skivan ut på nytt med tre bonuslåtar och två videor.
Från skivan utgavs tre singlar: Gothenburg, And I Found This Boy och Mattis & Maia. Av dessa var And I Found This Boy den enda som tog sig in på singellistan.

## Låtlista
1. "Still June" - 2:36
2. "Crackers" - 3:12
3. "Mattis & Maia" - 3:33
4. "Parking Lot" - 4:28
5. "And I Found This Boy" - 3:23
6. "Star Again" - 4:55
7. "Gothenburg" - 3:52
8. "My New Friend" - 3:24
9. "Say Goodbye" - 3:07
10. "You and Me and Everyone We Know" - 4:26
11. "Roselin" - 3:51

### Bonusspår
1. "Melody"
2. "A Year With You"
3. "The Worrying Kind"
4. "And I Found This Boy" (video)
5. "Gothenburg" (video)

## Listplaceringar
| Lista (2007-2008) | Topplacering |
| ----------------- | ------------ |
| Sverige           | 9            |

### Fotnoter
1. ↑  ”Though I'm Just Me”. Discogs.com. http://www.discogs.com/Maia-Hirasawa-Though-Im-Just-Me/release/1564143. Läst 17 juni 2012.
2. ↑  ”Maia Hirasawa”. Discogs.com. http://www.discogs.com/artist/Maia+Hirasawa. Läst 17 juni 2012.
3. 1 2  Listplacering